# Антонін Новотни
Антонін Новотни (чеськ. Antonín Novotný; 10 грудня 1904, Летняни (нині Прага) — 28 січня 1975, Прага, Чехословацька Соціалістична Республіка) — чеський і словацький політичний діяч, президент Чехословаччини в 1957—1968, 1-й секретар ЦК КПЧ в 1953—1968.

## Життєпис
Народився в бідній родині. У 1921 р. вступив до лав компартії Чехословаччини. Під час Другої світової війни брав участь в підпільному русі, в 1941—1945р. перебував в ув'язненні в концтаборі Маутгаузен.
В 1945—1951 рр. — 1-й секретар Празького міськкому КПЧ. В 1946—1968 рр. член ЦК КПЧ. З 1951 р. — член Президії ЦК КПЧ, а з 1953 р. — 1-й секретар ЦК КПЧ. Після смерті К. Готвальда посада 1-го секретаря на деякий час втратила політичне значення, і Новотни вважався 2-ю людиною в Чехословаччині після президента А. Запотоцького. Бувши з натури консерватором, був змушений проводити заходи щодо пом'якшення режиму сталінської моделі, яка при ньому все помітніше зазнавала краху, особливо в економічній галузі. У 1960 році оголосив широку амністію політв'язням, і одночасно заявив про «остаточну побудову соціалізму» в Чехословаччині, тому країна була перейменована в ЧССР.
Був причетний до репресій 1950-х рр., тому затягував реабілітацію деяких репресованих політичних діячів. У 1967 р. письменники та студенти критикували його за затягування перегляду таких політичних процесів минулих років, як справа Сланського, за непослідовне проведення економічної реформи, розгін демонстрацій і зборів. Небажання змінювати автократичний стиль управління, ігнорування вимог словаків про введення федеративного устрою держави призвели до виникнення «антиновотовської» опозиції в ЦК КПЧ. З жовтня 1967 по січень 1968 року з перервами проходив пленум, основним питанням якого було законність суміщення двох і більше посад. 4 січня 1968 Новотний був знятий з посади першого секретаря ЦК КПЧ. Новим 1-м секретарем ЦК КПЧ 5 січня був обраний Александер Дубчек.